# Certhiaxis
Certhiaxis és un gènere d'ocells de la família dels furnàrids (Furnariidae).

## Taxonomia
Segons la Classificació del Congrés Ornitològic Internacional (versió 14.2, 2024) aquest gènere està format per dues espècies:
- Certhiaxis cinnamomeus - cuaespinós de barbeta groga[4]
- Certhiaxis mustelinus - cuaespinós bicolor[5]